# Bonet de Toledo
Bonet (en llatí Bonitus) va ser un religiós que va ser arquebisbe de Toledo entre 859 i ca. 892 durant el període de domini musulmà de la ciutat. Va ser successor de Vistremir segons el Còdex Emilianense. El catàleg no li adjudica dates de mandat, però en l'opinió de Flórez va ser escollit després d'Eulogi de Còrdova, per tant vers el 859. Tot i que no es tenen dades sobre la seva vida ni obra, el seu pontificat va ser llarg, de més de trenta anys de duració fins vers l'any 892. El seu successor va ser un prelat anomenat Joan, si bé alguns autors dubtaven si hi havia hagut algun altre bisbe entre Bonet i Joan, però en el cas de Flórez opina que va ser el seu immediat successor.